# 로이스 홀

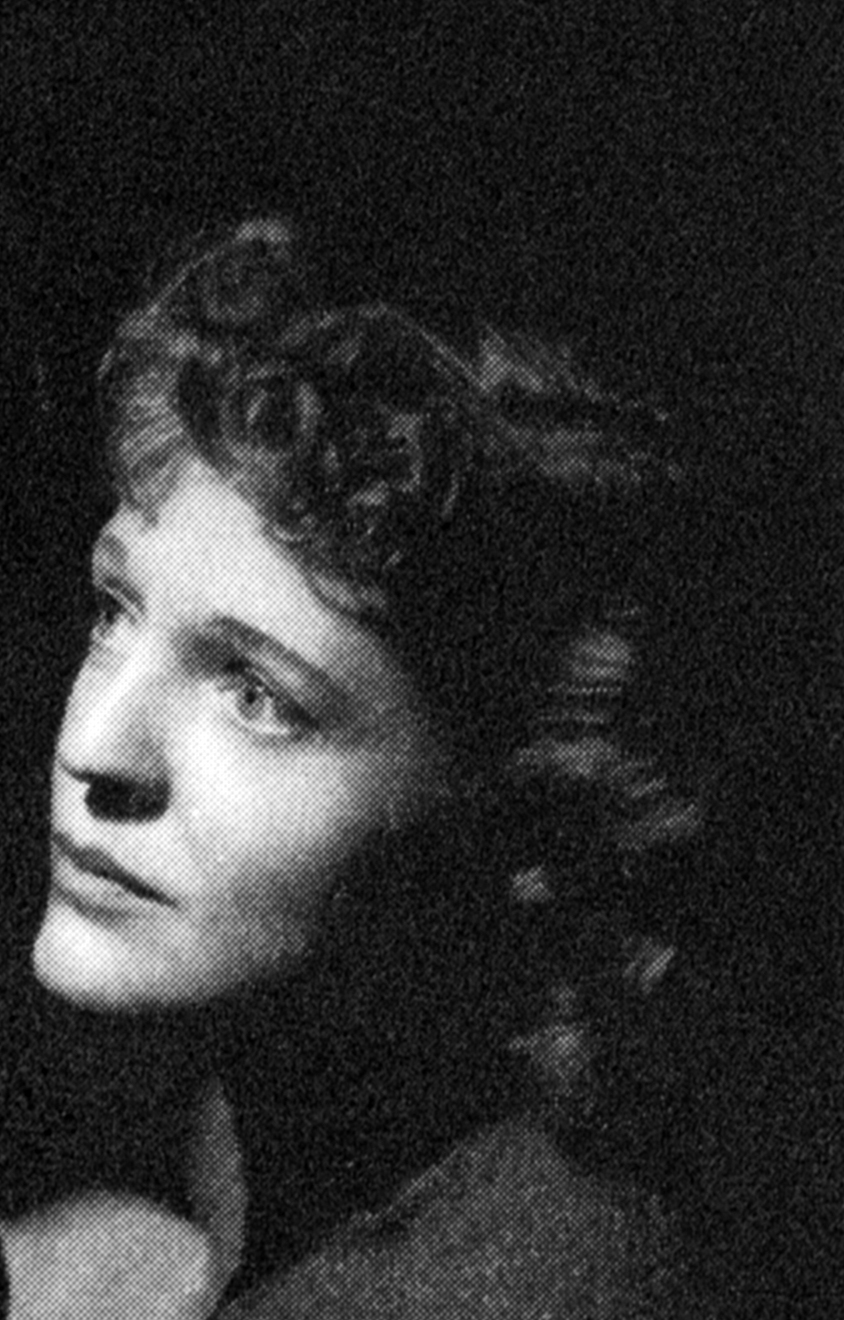

로이스 홀(Lois Hall, 1926년 8월 22일 ~ 2006년 12월 21일)은 미국의 배우, 영화배우이다.
로스앤젤레스에서 사망하였다. 사인은 심근 경색이다.

## 영화
- 플라이트플랜 (2005년)
- 주까? 마까! (2002년)
- 식스티 세컨즈 (2000년) - 늙은 여자 역
- 환생 (1991년) - 콘스탄스 역
- 내일은 태양 (1981년)
- 히어 컴 더 걸스 (1953년)
- 클로즈 투 마이 하트 (1951년) - 영 마더 역
- 마이 블루 헤븐 (1950년)
- 론 레인저 - 49년 시리즈 (1949년)
- 러브 해피 (1949년)
- 스튜디오 원 (1948년)